# Wilhelm Ressel
Wilhelm Ressel (8. ledna 1852, Rumburk – 10. března 1938, Praha) – užívající pseudonymy: Fritz Ilmenau, Wilhelm von Bergen, Ludwig Schwarz – byl rakouský spisovatel, básník, dramatik, redaktor a přírodní léčitel.

## Biografie
Wilhelm Ressel se narodil 8. ledna 1852 v severočeském Rumburku jako syn úředníka zdejšího Okresního soudu a spisovatele Josefa Ressela (1810-1897). Ten coby mladý student práv ve třicátých letech 19. stol. ve Vídni obdržel osobní ocenění slavného rakouského dramatika Franze Grillparzera (1791-1872). Všeobecného uznání došlo jeho drama Kaiser Heinrich IV. Geschichtliches Drama in Fünf Akten pojednávající o boji císaře Jindřicha IV. se Sasy. Jeho syn Wilhelm byl v roce 1874 učitelem v tehdejším Machendorfu (Machníně) u Liberce, avšak již v následujícím roce odešel jako spisovatel a redaktor do Vídně. V roce 1876 se těžce nemocný vrátil do Liberce, kde v letech 1883-1887 redigoval a později také vydával jím založený ilustrovaný zábavný časopis "Reichenberger Familienfreund" (od roku 1886 „Ressel's Familienfreund“), který vycházel za spolupráce předních německy píšících autorů z Čech. Prostor byl věnován mj. i rakouským básníkům Robertu Hamerlingovi a Peteru Roseggerovi. Po tomto literárně plodném období se Ressel nadchnul pro přírodní léčitelství a v letech 1889-1890 vydával časopis "Die Zukunft" zabývající se hygienou. Od roku 1891 pracoval jako praktik fyziologické a dietetické léčebné metody v Drážďanech. Současně v letech 1901-1912 redigoval časopis "Impfgegner" ("Odpůrce očkování"). Ke konci života se Wilhelm Ressel patrně přiklonil k sudetoněmeckému hnutí nebo tak byl alespoň vnímán. Zemřel v Praze 10. března 1938.

## Dílo
Wilhelm Ressel je dnes jako spisovatel prakticky zapomenut, určitý zájem však vyvolává jeho poezie. Je zřejmé, že měl nadání k formálně dokonalým veršům, které jako výraz lyrické nálady vykazují vlivy německé romantiky. Již Peter Rosegger oceňoval nejen jeho básnický talent, ale také jeho vroucné hledání Boha, zvláštní ryzost a přesvědčivá a stále se vracející vyjádření blízkosti k přírodě. Básně zasazené do severočeských reálií lze potom rovněž zařadit do kontextu regionální poezie, tzv. Heimatdichtung.

### Poezie
- RESSEL, Wilhelm. Traum und Liebe: Gedichte. Prag: Bohemia, 1878. 137 s.
- RESSEL, Wilhelm. Moosblumen. Reichenberg: Reichenberger Familienfreund, 1883. vii, 170 s.
- RESSEL, Wilhelm. Der Elbestrand im Lied (Von Schreckenstein bis Meißen). Dresden: E. Pierson Verlag, 1905 (Reprint 2011: ISBN 978-0-543-66090-9)
- RESSEL, Wilhelm. Lieder aus dem Frieden und aus grosser Zeit : Neue Gedichte. Dresden: Residenz-Verlag, 1915. 170 s.

### Próza
- RESSEL, Wilhelm. Empor zum Licht: Erzählung. Berlin: C 22 Verlag Max Breitkreuz, 1888. 246 s.
- RESSEL, Wilhelm. Zur Stunde der Entscheidung: eine hygienische Erzählung (nebst einem zeitgemäßen Nachwort). Grieben, 1889.
- RESSEL, Wilhelm. Der Dorfnarr: eine hygienisch-naturwissenschaftliche Erzählung. Berlin: Siegismund, 1890. 112 s.
- RESSEL, Wilhelm. Der übertrumpfte Intrigant : Humoristischer Eheroman. Berlin SW 11: Verl. Volksheil, 1931. 69 s.

### Drama
- RESSEL, Wilhelm. Moderne Gelehrte: Eine dramatische Kreidezeichng vom Kriegsschauplatz der Wissensch. in 3 Theilen. M. Rätze, 1897. 96 s.

### Publicistika
- RESSEL, Wilhelm. Das Impfgeschäft als starrstes Dogma der modernen orthodoxen Medizin!: Richtigstellung falscher und gefälschter zunftwissenschaftlicher Ueberlieferungen. Zugleich und hauptsächlich ein Weckruf an Deutschlands Zeitungs-Redakteure. S.-A. a. No. 5 des Impfgegners 1909. Verlag des Impfgegner-Vereins, 1910.
- RESSEL, Wilhelm. Impfzwang: Segen oder Fluch? ; Eine sachl. Widerlegung d. Universitätsprofessors Herrn Dr. med. Josef Langer, Mitglied des tschechoslowak. Reichssanitätsrats in Prag ; Mit e. Nachw. gegen d. Zeitungsreferenten Hr. Dr. med. Lissau in Reichenberg. G. Winter, 1928. 16 s.